# أحمد محرم
أحمد محرم شاعر مصري من أصول شركسية اسمه الكامل أحمد محرّم بن حسن بن عبد الله الشركسي، من شعراء القومية والإسلام وكانت محور شعره كله، ولا سيما وأنه كان من دعاة الجامعة الإسلامية وعودة الخلافة العثمانية التي دعا إليها محمد عبده وجمال الدين الأفغاني في عصره. ولد في قرية إبيا الحمراء التابعة لمركز الدلنجات بمحافظة البحيرة بمصر عام 1877 م. قرأ السيرة النبوية والتاريخ، وحفظ الحديث الشريف والشعر، وطالع النصوص الأدبية السائدة. وكان لتلك النشأة أثرها في حياة وشعر أحمد محرم الذي ظل في دمنهور عاصمة محافظة البحيرة فلم يغادرها إلى القاهرة. عاصر ثورة 1919 م. كما عاصر دنشواي ومصطفى كامل وسعد زغلول وتأثر بهم في شعره الوطني. وكان يعقد بقهوة المسيري بدمنهور ندوته الشعرية كل ليلة. حيث كان يرتادها مفكرو وشعراء البحيرة والإسكندرية لأته كان شاعرا حرا ملتزما. ويعد أحمد محرم من شعراء مدرسة الإحياء والبعث في الشعر العربي والتي كان من دعاتها محمود سامي البارودي وأحمد شوقي وحافظ إبراهيم وأحمد نسيم حيث جددوا الصياغة الشعرية بعد تدهورها في العصر العثماني.
كان من دعاة الإصلاح الاجتماعي والوحدة الوطنية ولاسيما بعد مقتل بطرس غالي رئيس وزراء مصر. فنراه يقول داعيا للتسامح والمحبة بين المصريين:

## دعوته للوحدة الإسلامية
دافع أحمد محرم عن فكرة الجامعة الإسلامية فوقف بجانب الخلافة العثمانية، مهاجمًا الثائرين عليها من الشوام الذين كانوا ينادون بالقومية العربية. وطالب في شعره المسلمين بالالتفاف حول هذه الدعوة الإحيائية للخلافة الراشدية، محذرًا من التشتت والضياع الذي يريده لهم أعداؤهم البريطانيون والفرنسيون، فقال:
كما كان من أفضل اشعاره شعر بطل الحرب الذي يدرس الآن في المدارس المأخوذ من ديوان مجد الإسلام
بعد وعد بلفور سنة 1917 م كان أحمد محرم في طليعة الشعراء العرب الذين أيقظوا الوجدان والشعور، مطالبين بالجهاد والنضال. ففي قصيدته «نكبة فلسطين» يقول:

## ملحمته مجد الإسلام «الألياذة الإسلامية»
انفرد أحمد محرم من بين شعراء العربية بتصوير البطولة الإسلامية من خلال سيرة النبي (صلى الله عليه وسلم) فنظم ملحمته النبوية «مجد الإسلام» في ثلاثة آلاف بيت صور فيها سيرة وحياة الرسول محمد صلى الله عليه وسلم بواقعية التسلسل الزمني. ونُظمها على وزن واحد متضمنة الوقائع الثابتة، والمعارك والغزوات فصورها مجردة من الخيال الواهم والأحداث المفتعلة. ونشر منها أجزاء بجريدة البلاغ، وجريدة الفتح، ومجلة الأزهر. وكان قد بدأها بقوله:
وكانت هذه الملحمة بعد نشر أجزاء منها سببا في شهرته بالعالم العربي رغم أن أحمد محرم لم ينشر هذا الديوان في حياته، وبقي مخطوطًا حتى طبع في القاهرة سنة (1383 هـ/1963 م). بعد وفاته في (2 رجب 1364 هـ/13 يونيو 1945 م).
نال شهادة الامتياز بين شعراء النيل من لجنة التحكيم في عيد جلوس الخديوي عباس حلمي عام 1916م ونال عدة جوائز في مسابقات شعرية ونثرية أخرى.

## وصلات خارجية
- أحمد محرم على موقع أرشيف الشارخ.
- بوابة الشعراء: ديوان أحمد محرم